# Поља (часопис)
Поља је научни часопис за књижевност и теорију који излази од јула 1955. године, са повременим прекидима, до данас.

## О часопису
Часопис Поља регионално препознатљив новосадски часопис у коме су суделовали као аутори водећи књижевници и уметници регионалне уметничке сцене. У својој раној фази, посебно је охрабривао авангардни и неоавангардни израз новосадске и шире, југословенске уметничке сцене. Часопис је излазио са различитим поднасловима: на почетку као Месечник за уметност и културу, од броја 37 (1959) као Лист за културу и уметност, од броја 167 (1973) као Часопис за културу и уметност, од броја 191 (1975) као Часопис за културу, уметност и друштвена питања, од броја 420 (2002) као Часопис за књижевност и теорију. Првобитно излази на латиници, од броја 399 (1992) излази на ћирилици, потом од 2002 поново на латиници, и од броја 480 (2013) опет на ћирилици.

### Историјат
Први број часописа Поља објављен је 1955. године у оквиру новосадске Трибине младих, која је била позната по промовисању нових, авангардних тенденција у ондашњој уметности и посебно књижевности. Све до кулминације југословенске кризе деведесетих, часопис се, с мањим прекидима, редовно појављивао и промовисао најновије тенденције књижевности и уметности. Почетком деведесетих се часопис, због недостатка финансијских средстава гаси, да би се већ крајем деведесетих поново покренуо, у оквиру издавачке делатности Културног центра Града Новог Сада.

### Периодичност излажења
- 1955 - бројеви 1-6
- 1956 - бројеви 7-17
- 1957 - бројеви 18-27
- 1958 - бројеви 28-36
- 1968 - бројеви 113-116
- 1972 - бројеви 156 и 166
- 1977 - бројеви 215-223
- 1984 - бројеви 304-309
- 1985 - број 318
- 1986 - бројеви 330, 331, 334
- 1987 - бројеви 335-340
- 1992 - бројеви 395-399
- 1996 - 2016 - бројеви 400-497

## Теме
Нова Поља су задржала од старог часописа, пре свега, отвореност спрам нових тенденција у књижевности и теоријској мисли, као и континуитет негдашњег културног простора. Данас, овај часопис представља спој различитих генерацијских и стилских праваца, базиран на прошлости и истовремено пратећи актуелан књижевно-уметнички тренутак. Часопис почива на српској, али и регионалној књижевној и теоријској продукцији, нарочито са простора бивше Југославије и средње Европе. Оквир часописа би се могао назвати елиотовским: не борба да неке посебне идеје превладају, већ борба да се интелектуална делатност одржи на највишем нивоу. У новој серији, објављени су, између осталог, тематски кругови посвећени новим читањима традиције, савременој литератури региона, као и белетристички, теоријски и есејистички текстови најрелевантнијих домаћих и страних аутора.

## Уредници
- Флорика Штефан (1955—1958)
- Дејан Познановић (1958—1962)
- Милета Радовановић (1962—1965)
- Петар Милосављевић (1965—1968)
- Перо Зубац (1968—1973)
- Бошко Ивков (1973—1975)
- Јарослав Турчан (1975—1976)
- Јован Зивлак (1976—1984)
- Фрања Петриновић (1984—1985)
- Ђорђе Писарев (1985—1996)
- Зоран Ђерић (1996—2000)
- Ласло Блашковић (2001—2007)
- Ален Бешић (од 2007)

## Чланови редакције
- Драшко Ређеп (1956—1958)
- Глигорије Зајечарановић (1965—1968)
- Ласло Вегел (1969—1970)
- Вујица Решин Туцић (1969—1970)
- Петру Крду (1984—1995)
- Зоран Пауновић (1996—2001)
- Ото Хорват (2001)
- Соња Веселиновић (од 2007)
- Марјан Чакаревић (од 2014)

## Електронски облик часописа
Од новијег времена, часопис је доступан и у електронском облику са могућношћу прегледа архиве.